# Bazzania
Bazzania, rod jetrenjarki iz porodice Lepidoziaceae. Postoji negdje između 200 i preko 250 vrsta

## Vrste
1. Bazzania acanthostipa Spruce
2. Bazzania accreta (Lehm. et Lindenb.) Trevis.
3. Bazzania acinaciformis Steph.
4. Bazzania acuminata (Lindenb. et Gottsche) Trevis.
5. Bazzania acutifolia (Steph.) Schiffn.
6. Bazzania adnexa (Lehm. et Lindenb.) Trevis.
7. Bazzania affinis (Lindenb. et Gottsche) Trevis.
8. Bazzania albifolia Horik.
9. Bazzania ambigua (Lindenb.) Trevis.
10. Bazzania amblyphylla Meagher
11. Bazzania aneityensis (Steph.) Tixier
12. Bazzania angusta (Steph.) Herzog
13. Bazzania angustifolia Horik.
14. Bazzania angustisedens (Steph.) N.Kitag.
15. Bazzania angustistipula N.Kitag.
16. Bazzania appendiculata (Mitt.) S.Hatt.
17. Bazzania approximata Onr.
18. Bazzania armatistipula (Steph.) Fulford
19. Bazzania asperrima Steph.
20. Bazzania asymmetrica (Steph.) N.Kitag.
21. Bazzania aterrima (Steph.) N.Kitag.
22. Bazzania aurescens Spruce
23. Bazzania avia Meagher
24. Bazzania azorica H.Buch et Perss.
25. Bazzania baldwinii Austin
26. Bazzania bernieri (Steph.) Inoue et H.A.Mill.
27. Bazzania bescherellei Steph.
28. Bazzania bhutanica N.Kitag. et Grolle
29. Bazzania bicrenata N.Kitag.
30. Bazzania bidens (Gottsche et Lindenb.) Trevis.
31. Bazzania bidentula (Steph.) Yasuda
32. Bazzania bilobata N.Kitag.
33. Bazzania borneensis N.Kitag.
34. Bazzania brasiliensis (Gottsche et Lindenb.) Trevis.
35. Bazzania brighamii (Austin) A.Evans
36. Bazzania cadens N.Kitag.
37. Bazzania calcarata (Sande Lac.) Schiffn.
38. Bazzania callida (Sande Lac. ex Steph.) Abeyw.
39. Bazzania canelensis (Steph.) Fulford
40. Bazzania caudata (Steph.) Herzog
41. Bazzania caudistipula (Steph.) Inoue et H.A.Mill.
42. Bazzania ceylanica (Mitt.) Steph.
43. Bazzania chilensis (Steph.) Spruce
44. Bazzania chimantensis Fulford
45. Bazzania cincinnata (De Not.) Trevis.
46. Bazzania citharodes Meagher
47. Bazzania combinata (J.B.Jack et Steph.) Steph.
48. Bazzania commutata (Lindenb. et Gottsche) Schiffn.
49. Bazzania comorensis Steph.
50. Bazzania confertifolia (Steph.) Herzog
51. Bazzania conistipula (Steph.) H.A.Mill.
52. Bazzania conophylla (Sande Lac.) Schiffn.
53. Bazzania consanguinea (Hampe et Lindenb.) Trevis.
54. Bazzania consociata (Steph.) H.A.Mill.
55. Bazzania corbieri (Steph.) Meagher
56. Bazzania crassidentata Fulford
57. Bazzania crassitexta Steph.
58. Bazzania crenata Trevis.
59. Bazzania cubensis (Gottsche ex Steph.) Pagán
60. Bazzania cucullata Onr.
61. Bazzania cuneistipula (Gottsche et Lindenb.) Trevis.
62. Bazzania curvidens Steph.
63. Bazzania debilis N.Kitag.
64. Bazzania deciduifolia Onr.
65. Bazzania decrescens (Lehm. et Lindenb.) Trevis.
66. Bazzania densa (Sande Lac.) Schiffn.
67. Bazzania denticulata (Lindenb. et Gottsche) Trevis.
68. Bazzania denticulifera Mägd.
69. Bazzania denudata (Lindenb. et Gottsche) Trevis.
70. Bazzania deplanchei (Gottsche) Jovet-Ast
71. Bazzania desciscens (Steph.) Meijer
72. Bazzania didericiana (Gottsche ex Steph.) Steph.
73. Bazzania diminuta Herzog
74. Bazzania distans (Nees) Trevis.
75. Bazzania diversicuspis Spruce
76. Bazzania drepanophylla Herzog
77. Bazzania dulitensis Herzog
78. Bazzania dulongensis L.P.Zhou et Li Zhang
79. Bazzania eggersiana (Steph.) Pagán
80. Bazzania elmeri (Steph.) N.Kitag.
81. Bazzania elongata Fulford
82. Bazzania emarginata (Steph.) C.M.Cooke
83. Bazzania engelii Glenny
84. Bazzania erosa (Reinw., Blume et Nees) Trevis.
85. Bazzania exempta J.J.Engel
86. Bazzania falcata (Lindenb.) Trevis.
87. Bazzania falcifolia (Steph.) H.A.Mill.
88. Bazzania fallax (Sande Lac.) Schiffn.
89. Bazzania fasciculata (Steph.) Meagher
90. Bazzania fauriana (Steph.) S.Hatt.
91. Bazzania filiformis Steph.
92. Bazzania flaccida (Dumort.) Grolle
93. Bazzania flavescens (Sande Lac. ex Steph.) Schiffn.
94. Bazzania fleischeri (Steph.) Abeyw.
95. Bazzania francana (Steph.) N.Kitag.
96. Bazzania friabilis N.Kitag. et T.Kodama
97. Bazzania fuhreri Meagher
98. Bazzania fuscescens A.Evans
99. Bazzania gamscottii Meagher
100. Bazzania gedeana (Steph.) Meijer
101. Bazzania gracilis (Hampe et Gottsche) Steph.
102. Bazzania grandiretis (Steph.) Herzog
103. Bazzania griffithiana (Steph.) Mizut.
104. Bazzania gunniana (Steph.) H.A.Mill.
105. Bazzania hainanensis L.P.Zhou et Li Zhang
106. Bazzania halconiensis (Steph.) N.Kitag.
107. Bazzania hamatifolia (Steph.) H.A.Mill.
108. Bazzania harpago (De Not.) Schiffn.
109. Bazzania hebridensis (Steph.) H.A.Mill.
110. Bazzania herminieri (Gottsche ex Steph.) Pagán
111. Bazzania herzogiana Meijer
112. Bazzania himalayana (Mitt.) Schiffn.
113. Bazzania hochstetteri (Reichardt) E.A.Hodgs.
114. Bazzania hookeri (Lindenb.) Trevis.
115. Bazzania horridula Schiffn.
116. Bazzania imbricata (Mitt.) S.Hatt.
117. Bazzania inaequabilis Steph.
118. Bazzania inaequitexta Steph.
119. Bazzania incrassata (Steph.) N.Kitag.
120. Bazzania indica (Gottsche et Lindenb.) Trevis.
121. Bazzania indigenarum (Steph.) N.Kitag.
122. Bazzania insignis (De Not.) Trevis.
123. Bazzania intermedia (Gottsche et Lindenb.) Trevis.
124. Bazzania involuta (Mont.) Trevis.
125. Bazzania involutiformis (De Not.) Trevis.
126. Bazzania irregularis (Steph.) Schiffn.
127. Bazzania jamaicensis (Lehm. et Lindenb.) Trevis.
128. Bazzania japonica (Sande Lac.) Lindb.
129. Bazzania javanica (Sande Lac.) Schiffn.
130. Bazzania kernii Steph.
131. Bazzania kokawana N.Kitag. et T.Kodama
132. Bazzania konratiana Gyarmati
133. Bazzania latifolia Steph.
134. Bazzania lehmanniana (Lindenb.) Trevis.
135. Bazzania leratii (Beauverd) H.A.Mill.
136. Bazzania lessonii (Steph.) H.A.Mill.
137. Bazzania levieri (Steph.) N.Kitag.
138. Bazzania linearis Herzog
139. Bazzania linguiformis (Sande Lac.) Trevis.
140. Bazzania longicaulis (Sande Lac.) Schiffn.
141. Bazzania longistipula (Lindenb.) Trevis.
142. Bazzania loricata (Reinw., Blume et Nees) Trevis.
143. Bazzania lowii (Sande Lac. ex Steph.) Schiffn.
144. Bazzania luzonensis (Steph.) Del Ros.
145. Bazzania macgregorii Steph.
146. Bazzania magna Horik.
147. Bazzania magnistipula N.Kitag.
148. Bazzania malaccensis (Steph.) Tixier
149. Bazzania manczurica Bakalin
150. Bazzania manillana (Gottsche ex Steph.) S.Hatt.
151. Bazzania marginata (Steph.) N.Kitag.
152. Bazzania marginella (Herzog) N.Kitag. et T.Kodama+
153. Bazzania mascarena (Steph.) Herzog
154. Bazzania mayebarae S.Hatt.
155. Bazzania menzelii E.D.Cooper
156. Bazzania merrillana (Steph.) Inoue ex Bonner
157. Bazzania minuta (Austin) A.Evans
158. Bazzania minutidens (Steph.) Inoue et H.A.Mill.
159. Bazzania minutiserra (Steph.) N.Kitag.
160. Bazzania missionum (Herzog) Jovet-Ast
161. Bazzania mittenii (Steph.) Steph.
162. Bazzania monilinervis (Lehm. et Lindenb.) Trevis.
163. Bazzania morokensis (Steph.) Grolle
164. Bazzania nitida (F.Weber) Grolle
165. Bazzania novae-zelandiae (Mitt.) Besch. et C.Massal.
166. Bazzania nudicaulis A.Evans
167. Bazzania nuuanuensis C.M.Cooke
168. Bazzania obcuneata (Steph.) H.A.Mill.
169. Bazzania obtusata (Mitt.) Abeyw.
170. Bazzania okaritana Meagher et Glenny
171. †Bazzania oleosa Grolle
172. Bazzania orbanii Pócs
173. Bazzania ovistipula (Steph.) Abeyw.
174. Bazzania pallidevirens (Steph.) Fulford
175. Bazzania papillosa S.W.Arnell
176. Bazzania parabidentula Bakalin
177. Bazzania paradoxa (Sande Lac.) Steph.
178. Bazzania parisii (Steph.) N.Kitag.
179. Bazzania parvitexta Steph.
180. Bazzania patens (Mont.) Trevis.
181. Bazzania patentistipa (Sande Lac.) Schiffn.
182. Bazzania paucidens (Steph.) H.A.Mill.
183. Bazzania pearsonii Steph.
184. Bazzania pectinata (Lindenb. et Gottsche) Schiffn.
185. Bazzania perfalcata N.Kitag.
186. Bazzania perrotana E.W.Jones
187. Bazzania peruviana (Nees) Trevis.
188. Bazzania phyllobola Spruce
189. Bazzania placophylla (Taylor) Grolle
190. Bazzania platycnema (Schwägr. ex Steph.) H.A.Mill.
191. †Bazzania polyodus (Casp.) Grolle
192. Bazzania pompeana (Sande Lac.) Mitt.
193. Bazzania praerupta (Reinw., Blume et Nees) Trevis.
194. Bazzania pseudovittata N.Kitag. et T.Kodama
195. Bazzania pusilla (Mitt.) Steph.
196. Bazzania pycnophylla (Taylor) Trevis.
197. Bazzania quadratistipula H.A.Mill.
198. Bazzania rabenhorstii (Steph.) Abeyw.
199. Bazzania recurva (Mont.) Trevis.
200. Bazzania reflexa (Gottsche) Steph.
201. Bazzania reinwardtii (Sande Lac.) Schiffn.
202. Bazzania renistipula Steph.
203. Bazzania revoluta (Steph.) N.Kitag.
204. Bazzania rimosa Meagher
205. Bazzania roccatii Gola
206. Bazzania roraimensis (Steph.) Fulford
207. Bazzania sandvicensis (Gottsche ex Steph.) Steph.
208. Bazzania sauropoda Meagher
209. Bazzania scalaris Meagher
210. Bazzania schultze-motelii N.Kitag.
211. Bazzania schusteriana N.Kitag.
212. Bazzania schwaneckiana (Hampe et Gottsche) Trevis.
213. Bazzania scutigera (Nees et Mont.) Trevis.
214. Bazzania semicordata (Lindenb. et Gottsche) Kuntze
215. Bazzania serpentina (Nees) Trevis.
216. Bazzania serrapiculata Inoue et H.A.Mill.
217. Bazzania serrata Fulford
218. Bazzania serrulatoides Horik.
219. Bazzania sikkimensis Schiffn.
220. Bazzania spinosa S.Okamura
221. Bazzania spiralis (Reinw., Blume et Nees) Meijer
222. Bazzania spruceana Steph.
223. Bazzania squarrosa (Steph.) H.A.Mill.
224. Bazzania stolonifera (Sw.) Trevis.
225. Bazzania stresemannii (Herzog) N.Kitag.
226. Bazzania subacuta (Mitt.) Steph.
227. Bazzania subaequitexta (Steph.) N.Kitag.
228. Bazzania subintegra (Steph.) L.Söderstr. et A.Hagborg
229. Bazzania sublonga Fulford
230. Bazzania subserrifolia (Beauverd) H.A.Mill.
231. Bazzania subserrulata A.Evans
232. Bazzania subtilis (Sande Lac.) Trevis.
233. Bazzania succulenta N.Kitag.
234. Bazzania sumatrana (Sande Lac. ex Steph.) Steph.
235. Bazzania sumbavensis (Gottsche ex Steph.) Steph.
236. Bazzania tayloriana (Mitt.) Kuntze
237. Bazzania temariana (Steph.) H.A.Mill.
238. Bazzania tessellata Meagher
239. Bazzania tiaoloensis Mizut. et K.C.Chang
240. Bazzania tricrenata (Wahlenb.) Lindb.
241. Bazzania tridens (Reinw., Blume et Nees) Trevis.
242. Bazzania trilobata (L.) Gray
243. Bazzania uncigera (Reinw., Blume et Nees) Trevis.
244. Bazzania undulata Herzog
245. Bazzania vietnamica Pócs
246. Bazzania vitiana Mitt.
247. Bazzania vittata (Gottsche) Trevis.
248. Bazzania wallichiana (Lindenb.) Trevis.
249. Bazzania watanabei Inoue
250. Bazzania wattsiana (Steph.) Meagher
251. Bazzania wiltensii (Sande Lac. ex Steph.) Schiffn.
252. Bazzania wooroonooran Meagher
253. Bazzania wrightii (Gottsche ex Steph.) Steph.
254. Bazzania yoshinagana (Steph.) Yasuda
255. Bazzania zollingeri (Lindenb.) Trevis.
256. Bazzania zonulata Meagher